# آلنا کوستورنایا
آلنا سرگئونا کوستورنایا (روسی: Алёна Сергеевна Косторная؛ زادهٔ ۲۴ اوت ۲۰۰۳) اسکیت‌باز نمایشی اهل روسیه است. وی قهرمان اروپا ۲۰۲۰، قهرمان گرندپری فینال ۲۰۱۹-۲۰-۲۰، قهرمان بین‌المللی ۲۰۱۹ فرانسه، قهرمان جام NHK 2019 و قهرمان جام ۲۰۱۹ فنلاند تروفی است. او در مسابقات داخلی، دارنده مدال نقره ملی روسیه در سال ۲۰۲۰، و دو بار دارنده مدال برنز ملی روسیه (۲۰۱۸، ۲۰۱۹) است.
در سطح نوجوانان، او دارنده مدال نقره جهانی جوانان ۲۰۱۸، قهرمان فینال جایزه بزرگ جوانان ۱۸–۲۰۱۸، مدال نقره نهایی جایزه بزرگ جوانان ۱۸–۲۰۱۷ و دو بار مدال نقره ملی جوانان نوجوان روسیه (۲۰۱۸، ۲۰۱۹) است.